# Dacus fuscatus
Dacus fuscatus är en tvåvingeart som beskrevs av Christian Rudolph Wilhelm Wiedemann 1819. Dacus fuscatus ingår i släktet Dacus och familjen borrflugor. Inga underarter finns listade i Catalogue of Life.